# Karl Neuner

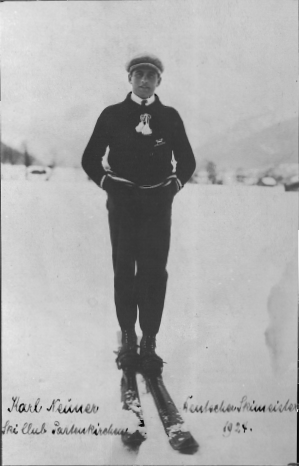
Karl Neuner 1924.

Karl Neuner, född 16 januari 1902 i Partenkirchen i Bayern, död 20 mars 1949 i Garmisch-Partenkirchen, var en tysk vinteridrottare. Han var med i de olympiska vinterspelen 1928 i nordisk kombination, men bröt dock tävlingen. Under invigningen av spelen var han Tysklands fanbärare. Han var bror till Martin Neuner.